# 대한민국 민법 제1029조
대한민국 민법 제1029조는 공동 상속인의 한정승인에 대한 대한민국 민법 상속법 조문이다.

## 조문
제1029조(공동상속인의 한정승인) 상속인이 수인인 때에는 각 상속인은 그 상속분에 응하여 취득할 재산의 한도에서

그 상속분에 의한 피상속인의 채무와 유증을 변제할 것을 조건으로 상속을 승인할 수 있다.

## 판례
1. 서울 고등법원 2011.10.31.자 2010브26 결정 [유류분반환등]

2. 서울 고등법원 2003. 7.25. 선고 2000누 378 판결  [부당이득금환수처분의취소]

## 같이 보기
- 상속
- 유증
- 변제